# Jean Leloup
Jean Leloup, pseudonimo di Jean Leclerc (Sainte-Foy, 14 maggio 1961), è un cantante e chitarrista canadese.

## Biografia
Jean Leloup (nato Jean Leclerc a Sainte-Foy in Québec) è un cantante quebecchese popolare di rock n'roll, conosciuto per la sua personalità e la sua musica unica nella communita francofona canadese.

## Discografia

### Album
- 1989: Menteur
- 1990: L'amour est sans pitié
- 1996: Le Dôme
- 1998: Les Fourmis
- 2002: La Vallée des réputations
- 2004: Exit (album live)
- 2005: Je joue de la guitare 1985–2003 (best of)
- 2006: Mexico (come Jean Leclerc)
- 2009: Mille excuses Milady
- 2015: À Paradis City
- 2019: L'Étrange Pays

### Collaborazioni
- 1997: Glee (con Bran Van 3000)
- 2001: Discosis (con Bran Van 3000)
- 2002: Jouisseland di Martin Villeneuve
- 2011: The Last Assassins (con The Last Assassins)